# Alexandra De Loof
Alexandra De Loof –conocida como Ali De Loof– (14 de agosto de 1994) es una deportista estadounidense que compitió en natación. Sus hermanas Gabby y Catie compiten en el mismo deporte.
Ganó tres medallas en el Campeonato Mundial de Natación en Piscina Corta de 2016, oro en las pruebas de 4 × 50 m estilos y 4 × 100 m estilos y bronce en 50 m espalda.

## Palmarés internacional
| Campeonato Mundial en Piscina Corta | Campeonato Mundial en Piscina Corta | Campeonato Mundial en Piscina Corta | Campeonato Mundial en Piscina Corta |
| Año                                 | Lugar                               | Medalla                             | Prueba                              |
| ----------------------------------- | ----------------------------------- | ----------------------------------- | ----------------------------------- |
| 2016                                | Windsor (Canadá)                    | Medalla de oro                      | 4 × 50 m estilos                    |
| 2016                                | Windsor (Canadá)                    | Medalla de oro                      | 4 × 100 m estilos                   |
| 2016                                | Windsor (Canadá)                    | Medalla de bronce                   | 50 m espalda                        |